# Маккиллип, Патриция
Патриция Энн Маккиллип (англ. Patricia Anne McKillip, 29 февраля 1948 — 6 мая 2022) — американская писательница, писавшая в жанрах фэнтези и научная фантастика. Маккиллип — лауреат премий Всемирная премия фэнтези, Локус, Мифопоэтической премии. В 2008 году стала обладательницей Всемирной премии фэнтези «За заслуги перед жанром».

## Биография
Патриция Маккиллип родилась в Сейлеме (штат Орегон). Её отец служил в ВВС США из-за чего семья часто переезжала с одной военной базы на другую, поэтому детство она провела в Орегоне, Англии и Германии. В 1971 году получила степень бакалавра искусств, а в 1973 году получила магистерскую степень в университете штата Калифорния в Сан-Хосе. Замужем за поэтом Дэвидом Ландем с которым проживала в Орегоне.

## Премии и награды
- 1975, Всемирная премия фэнтези в категории «Роман» за «The Forgotten Beasts of Eld»
- 1980, Локус в категории «Роман фэнтези» за «Арфист на ветру»
- 1985, Балрог в категории «Рассказ» за «A Troll and Two Roses» (1985)
- 1995,	Мифопоэтическая премия в категории «Мифопоэтическая премия за произведение для взрослых» за «Something Rich and Strange»
- 2003, Мифопоэтическая премия в категории «Мифопоэтическая премия за произведение для взрослых» за «Ombria in Shadow»
- 2003, Всемирная премия фэнтези в категории «Роман» за «Ombria in Shadow»
- 2007, Мифопоэтическая премия в категории «Мифопоэтическая премия за произведение для взрослых» за «Solstice Wood»
- 2008, Всемирная премия фэнтези «За заслуги перед жанром»